# Bruine staafmier
De bruine staafmier (Ponera testacea) is een mierensoort uit de onderfamilie oermieren (Ponerinae). De wetenschappelijke naam van de soort is voor het eerst geldig gepubliceerd in 1895 door Emery.